# Liste der Monuments historiques in Odars
Die Liste der Monuments historiques in Odars führt die Monuments historiques in der französischen Gemeinde Odars auf.

## Liste der Bauwerke
| Bezeichnung | Beschreibung              | Standort | Kennzeichnung | Schutzstatus | Datum | Bild |
| ----------- | ------------------------- | -------- | ------------- | ------------ | ----- | ---- |
| Taubenturm  | Erbaut im 17. Jahrhundert | (Lage)   | PA31000007    | Inscrit      | 1997  |      |

## Liste der Objekte
- Monuments historiques (Objekte) in Odars in der Base Palissy des französischen Kultusministeriums